# TAI Pelikan
Pelikan — турецкий радиоуправляемый БПЛА для разведки, наблюдения и обнаружения целей. Разработчик и производитель — компания Türk Havacılık ve Uzay Sanayii (TUSAŞ)

## Общие сведения
Pelikan изготовлен из композитного материала с металлическими сдвоенными хвостовыми балками. Дрон приводится в движение двумя 2-цилиндровыми 2-тактными бензиновыми двигателями типа Zenoah G38 производства Японии с мощностью 4 x 2,2 л.с. 
В нижней части дрона находятся электрооптические видеокамеры высокого разрешения способные действовать в период светового дня, а также инфракрасная камера, обеспечивающая возможность ведения съёмки в условиях плохой видимости.
Навигация и сопровождение осуществляется полностью автономно на основе интегрированной навигационной системы путевых точек INS/GPS. Взлет и посадка дрона осуществляется обычным способом на шасси.
Pelikan имеет высокую эффективность при поиске и сборе разведывательных данных, проведение поисковых операций, корректировке артиллерийского огня по позициям потенциального противника, осуществлению патрульно-наблюдательных полётов.
Эксплуатация дронов Pelikan продолжается в настоящее время.

## Характеристики
Данные Российской ассоциации беспилотных транспортных средств RUVSA - TR Defense

### Общие характеристики
- Длина: 3,00 м
- Размах крыльев: 3,60 м
- Масса пустого: 20 кг
- Максимальная взлетная масса: 35 кг
- Силовая установка: Два Zenoah G38

### Летные характеристики
- Максимальная скорость: 120 км/ч
- Максимальная длительность полета: 6 часов
- Практический потолок: 1525 м